# Agustín Rodríguez Argüello
Monseñor Agustín Rodríguez Argüello (Borja, 5 de mayo de 1900-Asunción, 25 de diciembre de 1968) fue un eclesiástico católico paraguayo se desempeñó como el primer obispo de Villarrica

## Carrera eclesiástica

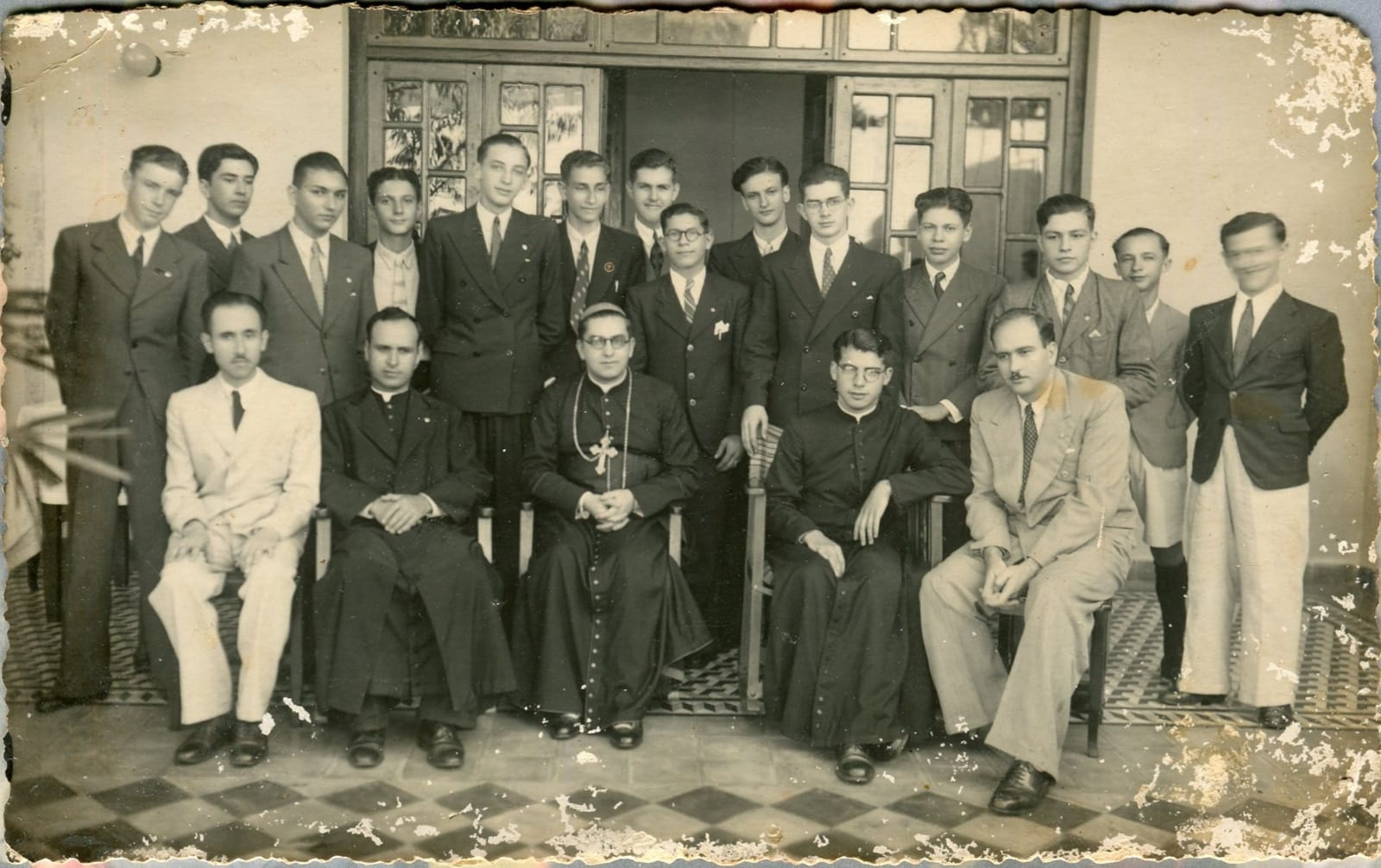
Monseñor Rodríguez, sentado a lado de Sacerdotes y jóvenes guaireños

Nació en el pequeño pueblo de Yhancaguazú (actual Borja), departamento de Guairá, Paraguay. Hijo de Don Natalicio Rodríguez y Doña Marina Argüello, siendo el cuarto de nueve hijos. Estudió en el antiguo colegio de su pueblo la Escuela Rural Superior Doble. Ramón Ángel Jara, obispo de La Serena (Chile), le otorgó una beca en la Universidad de Concepción de ese país, graduándose con brillantes notas en 1925 en Humanidades.
Se doctoró en Filosofía y Teología en la Pontificia Universidad Gregoriana de Roma. Ordenado sacerdote, regresó al Paraguay el 18 de diciembre de 1925. Fue nombrado cura párroco de San Lorenzo, donde estuvo hasta 1931.

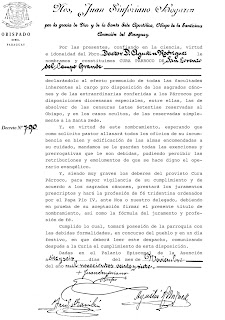
Decreto Ordenamiento San Lorenzo

### Decreto de nombramiento
El 1 de mayo de 1929 mediante la bula Universi Dominici del papa Pío XI Asunción cedió una porción de su territorio para la erección de la diócesis de Concepción y Chaco (hoy diócesis de Concepción (Paraguay)) y de la diócesis de Villarrica (hoy diócesis de Villarrica del Espíritu Santo). Por bula pontificia del Papa Pío XI del 19 de diciembre de 1931, fue nombrado obispo de Villarrica, ordenándose el 15 de mayo de 1932 y tomando posesión del cargo en forma inmediata.
En 1932 se declaró la guerra con Bolivia, en la que tuvo una destacada actuación, resultando ecorado por el gobierno nacional.

### Acción Pastoral
En los 25 años de obispado, recorrió más 25.000 km, en siete visitas pastorales, otorgando miles de bautismos, confirmaciones, casamientos, conferencias e inauguraciones. Organizó 5 congresos eucarísticos, diocesanos y regionales. Fundó: el Hogar San José, La Escuela de artes y oficios "Pio XII", el Patronato de mujeres y el Seminario menor. Ha sido el principal propulsor de la creación de la Universidad "Nuestra Señora de la Asunción", sede Villarrica. Fue un gran conquistador de los corazones y voluntad de sus fieles despertando en ellos una gran fé y religiosidad. Gran devoto mariano, propulsó el rezo familiar del Santo Rosario, dando fe de ello en la estrella blanca sobre campo de azul que aparece en su escudo episcopal.

### Concilio Vaticano II

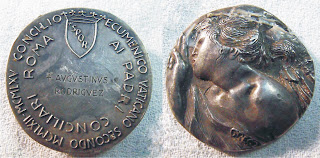
Recuerdo Concilio Vaticano II

Tuvo destacada actuación en el Concilio Vaticano II, donde asistió a las cuatro sesiones entre 1962 y 1965, con la presencia de dos Papas, Juan XXIII y Juan Pablo II, quien le otorgó la medalla de padre conciliar asistente a dicho evento ecuménico.

### Vicaría Castrense

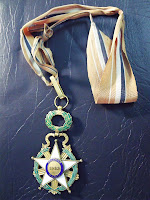
Condecoración a Agustín Rodríguez héroe de la Guerra del Chaco

Por "Convenio entre la Santa Sede y la república del Paraguay sobre jurisdicción eclesiástica castrense y asistencia religiosa de las fuerzas armadas de la nación" del 26 de noviembre de 1960, se crea la Vicaría Castrense. Decretó ls erección del vicariato castrense el 20 de diciembre de 1960  El 4 de diciembre de 1965, por bula pontificia del Papa Pablo VI, se lo nombra, siendo aún obispo diocesano de Villarrica del Espíritu Santo. La toma de posesión del vicario castrense se realizó en la catedral de Asunción el 30 de marzo de 1966. 
Hecha la anunciada posesión canónica se leyó en latín y en castellano la letra apostólica “Qui Apostolicum Munus” del Santo Padre Pablo VI, expedida con la firma del canciller de la  santa Iglesia Romana, Santiago Luis Copello, el 4 de diciembre de 1965.
El gobierno nacional le otorgó el rango militar de general de Brigada.

## Fallecimiento
Falleció el día de Navidad de 1968. Fue velado en la Vicaría Castrense para posteriormente ser trasladado a la Catedral de Asunción en donde se le rindieron homenajes religiosos. En su funeral participó el expresidente Alfredo Strossner.
Sus restos descansan en la Catedral de Villarrica, su primera sede episcopal.

## Galería de Imágenes
|                                             |
| Bendiciendo en la inauguración de una Radio |

|                                      |
| Casa del Monseñor Rodríguez en Borja |

|  |
|  |